# 水曜姉弟
『水曜姉弟』（すいようきょうだい）は、小菊路ようによる日本の漫画作品。『少年マガジンエッジ』（講談社）にて、2020年11月号から2021年5月号まで連載された後、『Palcy』（講談社・pixiv）に移籍して同年5月19日から2024年5月22日まで連載された。

## あらすじ
26歳のOLトーコの母と13歳年下の男子中学生ナツの父が再婚した。週に一度2人きりの時間が欲しいという両親の頼みで、毎週水曜日はナツがトーコの部屋に泊まりにくることになる。なかなか心を開かないナツに対してトーコは料理をふるまう。そうしているうちに二人は徐々に打ち解けあう。

## 登場人物
トーコ
今作の主人公。26歳のOL。料理が得意。最初は目つきの悪いナツに対して警戒していたが、次第にナツと打ち解けていく。
ナツ
今作のもう一人の主人公。13歳の中学1年生。緊張すると目つきが悪くなってしまうが、内心トーコに照れている。トーコ同様料理が上手。頭がよく、難しい科学用語を使って話したり、ノンアルコール飲料を作ったりする。

## 書誌情報
- 小菊路よう『水曜姉弟』講談社〈KCデラックス パルシィ〉、全5巻
  1. 2021年6月11日発売[5][1]、ISBN 978-4-06-523632-1
  2. 2021年9月13日発売[6]、ISBN 978-4-06-524774-7
  3. 2022年3月11日発売[7]、ISBN 978-4-06-527170-4
  4. 2022年10月13日発売[8]、ISBN 978-4-06-529418-5
  5. 2025年5月9日発売[9]、ISBN 978-4-06-539378-9